# Saint Kitts i Nevis na Letnich Igrzyskach Olimpijskich 2016
Saint Kitts i Nevis na Letnich Igrzyskach Olimpijskich 2016 w Rio de Janeiro reprezentowało siedmiu zawodników. Był to 6. start tej reprezentacji na letnich igrzyskach olimpijskich.

## Skład reprezentacji

### Lekkoatletyka
Mężczyźni
| Zawodnik                                                                               | Konkurencja      | Eliminacje | Eliminacje | Ćwierćfinał    | Ćwierćfinał    | Półfinał       | Półfinał       | Finał          | Finał          |
| Zawodnik                                                                               | Konkurencja      | Wynik      | Pozycja    | Wynik          | Pozycja        | Wynik          | Pozycja        | Wynik          | Pozycja        |
| -------------------------------------------------------------------------------------- | ---------------- | ---------- | ---------- | -------------- | -------------- | -------------- | -------------- | -------------- | -------------- |
| Antoine Adams                                                                          | Bieg na 100 m    | –          | –          | 10.39          | 8              | Nie dostał się | Nie dostał się | Nie dostał się | Nie dostał się |
| Kim Collins                                                                            | Bieg na 100 m    | –          | –          | 10.18          | 4              | 10.12          | 6              | Nie dostał się | Nie dostał się |
| Brijesh Lawrence                                                                       | Bieg na 100 m    | –          | –          | 10.55          | 8              | Nie dostał się | Nie dostał się | Nie dostał się | Nie dostał się |
| Antoine Adams                                                                          | Bieg na 200 m    | 20.49      | 5          | Nie dostał się | Nie dostał się | Nie dostał się | Nie dostał się | Nie dostał się | Nie dostał się |
| Antoine Adams Allistar Clarke Kim Collins Brijesh Lawrence Jason Rogers Lestrod Roland | Sztafeta 4x100 m | 39.81      | 7          | –              | –              | –              | –              | Nie dostał się | Nie dostał się |

Kobiety
| Zawodnik        | Konkurencja   | Eliminacje | Eliminacje | Półfinał        | Półfinał        | Finał           | Finał           |
| Zawodnik        | Konkurencja   | Wynik      | Pozycja    | Wynik           | Pozycja         | Wynik           | Pozycja         |
| --------------- | ------------- | ---------- | ---------- | --------------- | --------------- | --------------- | --------------- |
| Tameka Williams | Bieg na 200 m | 23.61      | 6          | Nie dostała się | Nie dostała się | Nie dostała się | Nie dostała się |